# 木星-木衛三軌道飛行器
木星-木卫三轨道飞行器（英語：Jupiter Ganymede Orbiter）是国际木卫二－木星系统任务（EJSM）的一部分，它是欧空局曾經计划于2020年发射的一艘轨道飞行器。此任务计划包括对木星的木卫三和木卫四以及木星的磁层进行详细研究。
此任务后來被木星冰月探测器所取代。

## 另请参阅
- 木卫二－木星系统任务
- 木星
- 木卫三
- 木卫二
- 拉普拉斯-P